# Gonomyia triformis
Gonomyia triformis är en tvåvingeart som beskrevs av Alexander 1946. Gonomyia triformis ingår i släktet Gonomyia och familjen småharkrankar. Inga underarter finns listade i Catalogue of Life.